# Moravská Hellas
Moravská Hellas je středometrážní dokumentární film režiséra Karla Vachka z roku 1963.

## Popis
Moravská Hellas je filmový debut (absolventský film FAMU) dokumentaristy Karla Vachka v podobě dokumentární eseje nebo koláže. Po dokončení snímku měl Vachek zákaz natáčet další filmy, který prolomil až snímkem Spřízněni volbou v roce 1968. Snímek ukazuje slovácké lidové tradice v satirickém pojetí, zároveň je parodií na investigativní reportáž.

## Citát
| „              | Natočil jsem Moravskou Hellas a něco se stalo. Napadl jsem vládcům komplex myšlenek o tom, že jediné umění, které je dobré, vychází z lidu. Když se ukázalo, že lid je jeden ztělesněnej kýč a kšeft, samozřejmě se rozzuřili a pět let jsem nemohl na film sáhnout. | “ |
| — Karel Vachek | |   |

## Tvůrci
- Režie, scénář: Karel Vachek
- Kamera: Jozef Ort-Šnep
- Hudba: Štěpán Koníček
- Reportéři: Jan Saudek, Karel Saudek
- Produkce: FAMU, Krátký film
- Pedagogické vedení: Elmar Klos[4]

## Zajímavosti
- Film se natáčel ve Strážnici na tradičních strážnických slavnostech.
- Původně měl Karel Vachek na FAMU natáčet ve Strážnici hraný film. Jelikož mu nevyhovovali herci ani scénář, rozhodl se pro film dokumentární (resp. mystifikační).[1]
- Snímek osobně zakázal prezident Antonín Novotný.[2]